# Рјучи Сакамото
Рјучи Сакамото (јап. 坂本 龍一; Токио, 17. јануар 1952 — Токио, 28. март 2023) био је јапански композитор, музички продуцент, писац, активиста, глумац и играч.